# Кормер, Владимир Фёдорович
Влади́мир Фёдорович Ко́рмер (29 января 1939, Нижнеингашский район, Красноярский край — 23 ноября 1986, Москва) — русский писатель.

## Биография
Родился на станции Решоты (Решоты, Нижнеингашский район Красноярского края). Отец Кормера был «лишенцем» и не имел права проживать в Москве и областных центрах. После его смерти в 1943 году семья вернулась в Москву. Окончил школу №103 Краснопресненского района г. Москвы в 1956 г.
В 1963 окончил факультет информатики  Московского государственного инженерно-физического института (с 2009 года — Национальный исследовательский ядерный университет «МИФИ»). Работал в Вычислительном центре, в Центральном экономико-математическом институте и в Институте социологии, 10 лет был заведующим отделом зарубежной философии в редакции журнала «Вопросы философии».
В 1980 году он стал одним из членов неофициального «Клуба беллетристов».
Умер от рака. Похоронен на Митинском кладбище.
Двоюродный племянник литератора Николая Эрдмана и художника Бориса Эрдмана.

## Творчество
Первый роман «Предания случайного семейства», переданный при поддержке Н. Евдокимова в журнал «Новый мир», не был напечатан.
Роман «Крот истории, или Революция в республике S=F» был отправлен в Париж, где в феврале 1979 года получил премию имени В. И. Даля, был напечатан в том же году и переведён на французский и итальянский языки. Это привлекло внимание КГБ, и Кормер был вынужден уйти из журнала, зарабатывал деньги писанием статей за других и пережил до конца жизни много обысков и допросов.
Вершина творчества Кормера — роман «Наследство», о духовных исканиях московской интеллигенции позднесоветских времен и о проблеме трансляции духовных ценностей от досоветских интеллигентов и эмигрантов — в современность (70-е-80-е гг. XX века). Он был написан в 1975 году, а впервые опубликован лишь после смерти Кормера, в 1987 году в Западной Германии, в мае 1990 года он был опубликован в СССР в журнале «Октябрь».
В последние годы жизни работал в соавторстве с Владимиром Кантором и Юрием Диковым над сценарием фильма и книгой о Н. Чернышевском. Роман Владимира Кантора "Крокодил", 1990 посвящён памяти В. Ф. Кормера.
Бо́льшая часть написанного опубликована посмертно. Двухтомник, куда вошли основные произведения, опубликован в 2009 году издательством «Время» к 70-летию со дня рождения писателя.

Проза Кормера — это попытка в художественной форме дать анализ метафизики отечественной культуры и истории. В романе «Крот истории» Кормер показывает на примере судьбы советского интеллектуала, который в одной из южноамериканских республик должен подготовить социалистический переворот, самоуничтожающие силы коммунистической системы. Работая над меморандумом об экспансии советской империи и развивая при этом идею о Москве как Третьем Риме, центре и пастыре всех народов, герой вступает в духовный контакт с призраком Сталина и сходит с ума. В романе «Наследство» речь идёт о наследии нерешенных проблем русской истории, о специфически русских формах мышления и отношения к жизни, в частности о групповщине, подавляющей личность. Роман, в котором переплетается судьба первой эмиграции и диссидентской интеллигенции России 70-х гг., выявляет главную тему творчества Кормера — противостояние свободной человеческой личности любому партийному диктату.
— Вольфганг Казак

## Сочинения
- Двойное сознание интеллигенции и псевдокультура (под псевд. О. Алтаев) // «Вестник РХД», № 97, 1970, перепечатка с купюрами в журнале «Вопросы философии», 1989, № 9
- Крот истории, или Революция в республике S = F, Paris, 1979
- Большая наука, в альманахе Neue Russische Literatur, Salzburg, № 2-3, 1979-80
- Хроника случайного семейства (отрывок), в альманахе «Каталог», Ann Arbor, 1982
- Наследство, Frankfurt/M., 1987 — сокращённый вариант; полностью в журнале «Октябрь», 1990, № 5-8, отд. изд. 1991 (с предисловием Игоря Виноградова), 2003, 2009
- Человек плюс машина. Роман // Вопросы философии. 1997, № 8; 1998, № 12.
- Крот истории. «Время», 2009 (содержание: Предания случайного семейства: повесть; Двойное сознание интеллигенции и псевдо-культура: статья; Крот истории, или Революция в республике S=F: роман; Человек плюс машина: роман; Лифт: пьеса)
- 2009 Наследство. Роман. М.: Время. −736 с. Первый том двухтомника с предисловиями Владимира Кантора и Евгения Ермолина.
- 2009 Крот истории. М.: Время. — 880 с. Повести, статьи, пьеса. Второй том двухтомника (http://www.ozon.ru/context/detail/id/4297646/ )